# DragonFly BSD
DragonFly BSD är ett fritt operativsystem baserat på FreeBSD 4.x.
Projektet startades i juni 2003 av f.d. FreeBSD-utvecklare Matthew Dillon (meddelades 16 juni) i tron att den väg utvecklingen tog i FreeBSD 5.x i längden inte var hållbar och att den skulle leda till sämre prestanda; DragonFly var avsett att vara "den logiska fortsättningen av FreeBSD 4.x-serien".
DragonFly 2.0.0 introducerade det nya filsystemet HAMMER.